# Angela Vautour
Pour les articles homonymes, voir Vautour (homonymie).
Angela vautour (née 10 avril 1960 - ) est une fonctionnaire et ancienne femme politique canadienne du Nouveau-brunswick.

## Biographie
Angela vautour naît le 10 avril 1960 à Rexton, au Nouveau-Brunswick.
Elle est élue est député de la circonscription de Beauséjour—Petitcodiac à la Chambre des communes du Canada le 2 juin 1997 en tant que néo-démocrate. Elle passe ensuite au Parti progressiste-conservateur du Canada le 27 septembre 1999 et se présente aux élections suivantes mais est battue en 2000, ainsi qu'en 2004, cette fois pour le Parti conservateur du Canada.